# Heliconius punctarius
Heliconius punctarius är en fjärilsart som beskrevs av James John Joicey och William James Kaye 1916. Heliconius punctarius ingår i släktet Heliconius och familjen praktfjärilar. Inga underarter finns listade i Catalogue of Life.